# Goniorhynchus pectinalis
Goniorhynchus pectinalis là một loài bướm đêm trong họ Crambidae.